# Vliegtuigongeluk op Vliegbasis Ramstein
Het vliegtuigongeluk op Vliegbasis Ramstein is een ongeval dat plaatsvond op 28 augustus 1988 om 15.44 uur tijdens de vliegshow Flugtag '88 op de Amerikaanse vliegbasis Ramstein in West-Duitsland. Een vliegtuig van het demonstratieteam 'Frecce Tricolori' van de Italiaanse luchtmacht vloog in op vijf andere vliegtuigen van het team, omdat de piloot van dat vliegtuig te vroeg begon met het afronden van een van de manoeuvres (doorstoken hart). Drie van de tien Aermacchi MB-339PAN straaltrainers van het team kwamen met elkaar in botsing en vielen uit de lucht, waarvan één midden in het publiek. De ramp werd aanschouwd door 300.000 mensen, en werd opgenomen door tientallen camera's. In totaal vielen er 70 doden waarvan 67 in het publiek. Honderden mensen raakten zwaargewond door brandwonden. 
Twee van de omgekomen piloten, luitenant-kolonel Mario Naldini en luitenant-kolonel Ivo Nutarelli, hadden een week na dit ongeluk voor de rechter moeten verschijnen als belangrijke getuigen in het onderzoek naar de vliegramp bij Ustica op 27 juni 1980, waarbij een DC-9 van luchtmaatschappij Itavia met 77 Italiaanse passagiers aan boord in zee stortte.
De vliegbasis heeft na het ongeluk nooit meer een luchtshow georganiseerd. De Duitse metalband Rammstein heeft zichzelf naar dit ongeluk vernoemd en het nummer Rammstein van hun eerste cd Herzeleid is gebaseerd op deze gebeurtenissen.

## Gebeurtenissen

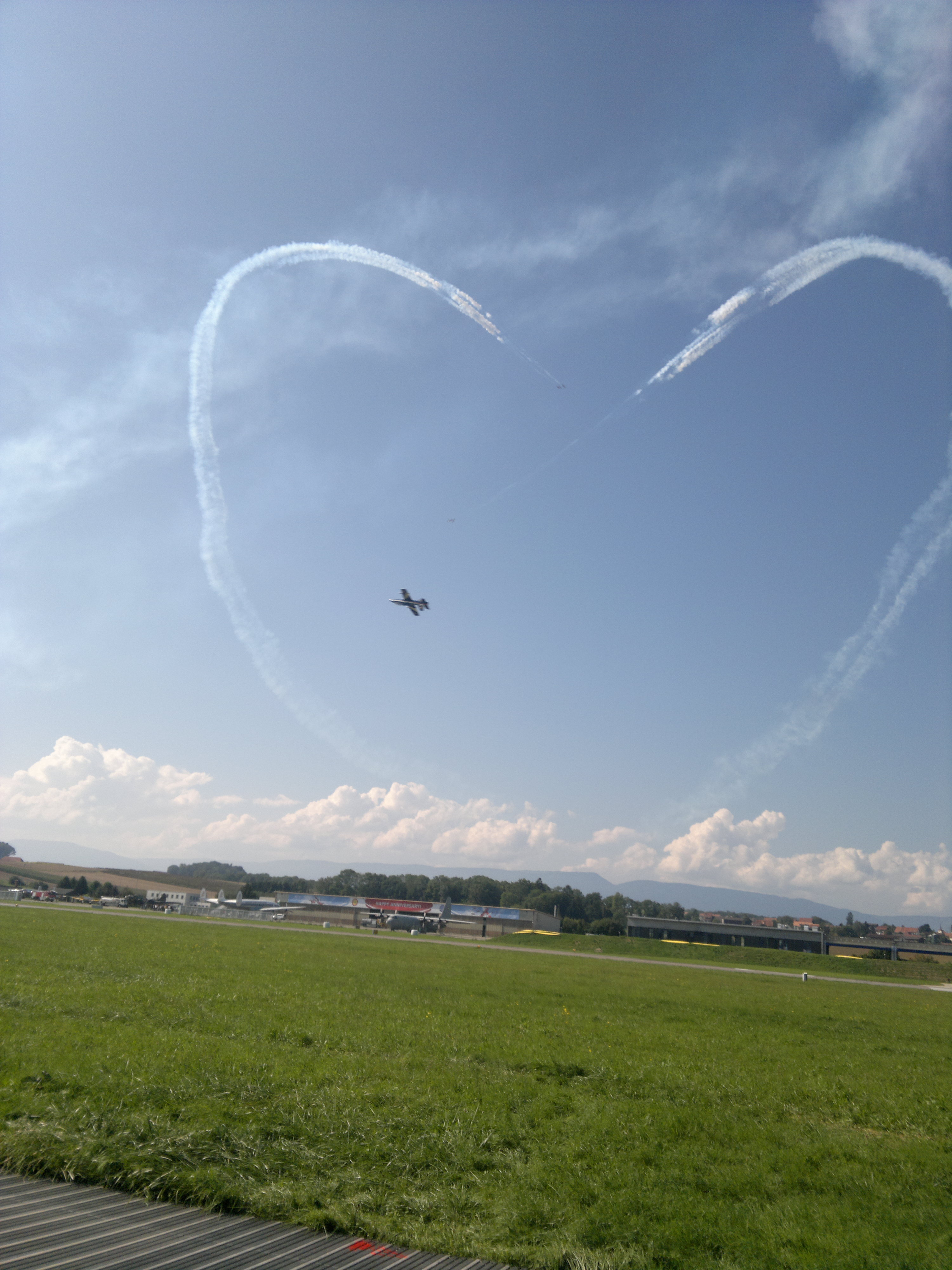
Vliegfiguur 'het doorstoken hart'

Twee groepen vliegtuigen maakten een vlucht in de vorm van een hart. Het vliegtuig dat het hart moest doorkruisen, vloog echter te snel en te laag, en begon veel te vroeg met aanvliegen. Hierdoor vloog het vliegtuig recht in het groepje vliegtuigen. Het raakte er uiteindelijk drie. Het vliegtuig stortte neer bij een ijscokraam waar op dat moment veel mensen aanwezig waren. Er brak daar een grote brand uit. Een ander vliegtuig stortte neer bij de landingsbaan, boven op een Black Hawk-reddingshelikopter die daar aanwezig was om te kunnen assisteren in noodsituaties. Tevoren was aangenomen dat deze op een veilige afstand stond. De piloot van de helikopter overleed later aan ernstige brandwonden. De piloot van het vliegtuig dat de helikopter had geraakt kwam om door de harde landing omdat zijn reddingsparachute niet tijdig opende nadat hij zijn toestel met de schietstoel had verlaten.
In totaal kwamen bij het ongeluk 70 mensen om het leven onder wie een Nederlander. Onder de doden waren drie van de piloten van de vliegtuigen. Er moesten ongeveer duizend mensen naar het ziekenhuis met lichte of zwaardere verwondingen.

## Afloop
De slachtoffers van het ongeluk ontvingen financiële compensatie vanwege de gebeurtenissen. Er mochten voortaan geen luchtshows meer gehouden worden in de Bondsrepubliek. Drie jaar later werd dit plan weer van tafel geschoven. Wel werden er meer regels opgesteld:
- De vliegtuigen moeten minimaal 400 meter van het publiek vliegen. Foto's uit 1987 laten zien dat er helemaal geen hekken waren bij de landingsbanen.
- Vliegtuigen mogen geen manoeuvres meer maken in de richting van het publiek.
- Alle manoeuvres moeten eerst goedgekeurd worden.